# Gà Rhode đỏ
Gà Rohde Đỏ hay Gà Rhode Island Đỏ là giống gà thịt có nguồn gốc từ New England, ở vùng Rhode Island. Giống gà đỏ Rhode Island này được chọn làm quốc điểu của Rhode Island. Chúng được phổ biến nuôi lấy thịt.

## Đặc điểm
Gà nặng 2.9 kg. Thân hình vuông vức, dáng đẹp cân đối, ức rộng và sâu, lườn dài và thẳng. Gà có lông màu đỏ, mồng đơn trung bình, vành tai màu đỏ, chân và da màu vàng. Trọng lượng gà mái trưởng thành nặng 2,5–3 kg, gà trống nặng 3,4–4 kg, gà con 1 ngày tuổi nặng khoảng 40g, tốc độ tăng trọng không cao (10 tuần tuổi đạt trọng lượng bình quân khoảng 1,3-1,5 kg). Năng suất trứng khoảng 180-200 quả/năm, trứng nặng trung bình 55-60g, vỏ trứng màu nâu nhạt.

## Lai giống
Gà lai Rhode-ri: Là nhóm giống lai tạo ra bằng cách lai giữa gà Rhode và gà Ri. Lông gà màu vàng nâu, trọng lượng 2–2,5 kg. Sản lượng trứng 150–170 trứng/năm. Gà thích hợp nuôi với phương thức nửa nhốt, nửa thả, và được phổ biến ở phía Bắc. Gà Rohde đỏ được sử dụng để lai tạo với gà ri địa phương ở Việt Nam có phẩm chất thịt thơm ngon cho ra giống gà Rhode-ri có nhiều đặc tính tốt phù hợp với điều kiện nuôi thả vườn và thị hiếu của người tiêu dùng.
Gà BT1: Do lai tạo từ giống Rhode-ri và Gold-line. Gà có tầm vóc to, mào đơn, chân cao vừa phải, chắc khỏe. Con trống có màu lông đỏ xen một số sọc đen ở đuôi và cánh, lưng phẳng rộng. Con mái có màu lông nâu nhạt. Gà có đầu thanh, bụng xệ, da và chân màu vàng. Trọng lượng trưởng thành gà trống đạt: 3,2–3,6 kg, gà mái: 2,2–2,5 kg. Gà nuôi bán thịt lúc 5 tháng tuổi đạt: trống: 2,0-2,2 kg, mái: 1,5-1,7 kg. Tiêu tốn thức ăn cho 1 kg tăng trọng là: 2,9–3,2 kg thức ăn. Gà mái đẻ lúc 4–5 tháng tuổi, và gà không biết ấp. Sản lượng trứng đạt 180–200 trứng/ năm. Khối lượng trứng đạt: 54–55g/trứng. Chi phí thức ăn cho 10 quá trứng là 1,8–1,9 kg thức ăn. Gà có khả năng thích nghi với điều kiện khí hậu của nhiều vùng, có khả năng tự tìm thức ăn cao.